# Orlingbury
Orlingbury est une paroisse civile et un village du Northamptonshire, en Angleterre.